# Kédougou

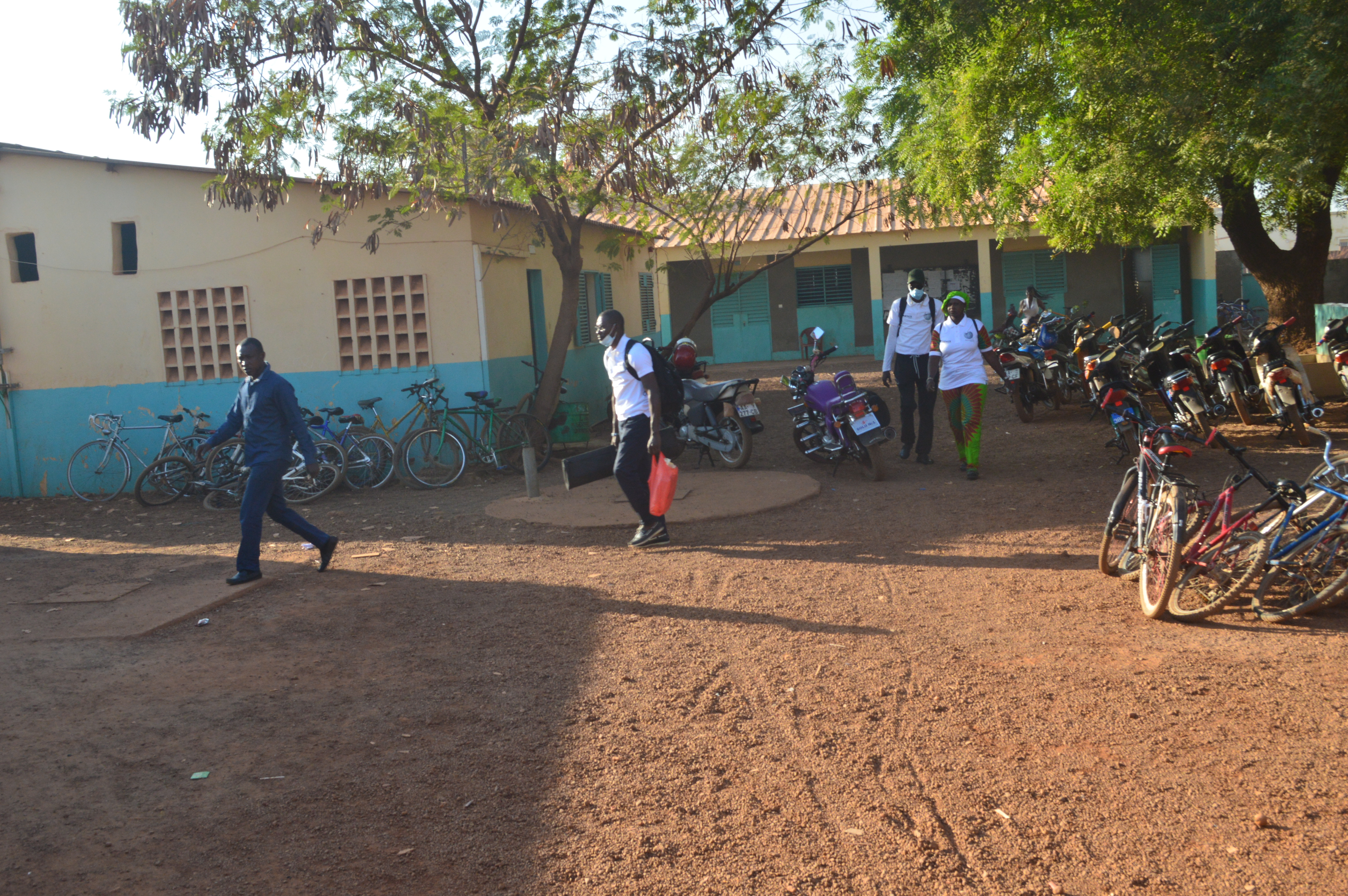
School in Kédougou

Kédougou is een stad in Senegal en is de hoofdplaats van de regio Kédougou. In 2002 telde Kédougou 16.672 inwoners. De meerderheid van de bevolking bestaat uit Fulbe en Malinke.
De plaats ligt in het zuidoosten van het land aan de bovenloop van de Gambia. De stad ligt op 700 km van Dakar bij de grens met Guinee en met Mali.
De autoweg N7 loopt door de stad en verder naar Mali. In de streek wordt al eeuwen goud gewonnen. Naast industriële mijnbouw in de mijnen van Mako en Sabodala, zijn er ook artisanale illegale goudmijnen.

## Geschiedenis
De streek werd bewoond door Tenda. Er volgde migratie vanuit het zuiden uit Fouta Djalon door Fulbe en vanuit het oosten door Malinke. Kédougou is gesticht rond 1825 als een handelspost. De eerste Europeanen deden de streek aan rond 1880 en de Fransen stichtten er een post in 1904. Na de onafhankelijkheid in 1960 ontwikkelde de stad zich dankzij de vestiging van administratieve diensten. Kédougou heeft zich later verder ontwikkeld door de verlenging van de autoweg naar Mali en Bamako.

## Religie
De islam is veruit de grootste godsdienst in de stad. Vanaf 1953 begon de bouw van een katholieke missiepost. In 1959 kwam er een evangelische zending.

## Geboren in Kédougou
- Salif Diao (1977), voetballer
- Mamadou Sylla Diallo (1994), voetballer